# 长柱柳
长柱柳（学名：Salix eriocarpa）为杨柳科柳属的植物。分布于朝鲜、日本、远东地区以及中国大陆的吉林、辽宁、黑龙江等地，生长于海拔50米至600米的地区，见于沿河边，目前尚未由人工引种栽培。